# Zygmunt Kazimierz Hornowski
Zygmunt Kazimierz Hornowski herbu Korczak (zm. przed 12 lutego 1686 roku) – pisarz ziemski brzeskolitewski do 1686 roku, podstarości brzeskolitewski w latach 1678–1680, podczaszy smoleński w 1672 roku.
W 1674 roku był elektorem Jana III Sobieskiego z województwa brzeskolitewskiego.